# Wahlkreis Dresden 6 (2004–2009)
Der Wahlkreis Dresden 6 (Wahlkreis 48) war ein Landtagswahlkreis in Sachsen. Er war einer von sechs Dresdner Landtagswahlkreisen und umfasste den Stadtbezirk Leuben ohne den im gleichnamigen statistischen Stadtteil gelegenen statistischen Bezirk Dobritz-Süd, den Stadtbezirk Loschwitz ohne den statistischen Stadtteil Loschwitz/Wachwitz, den Stadtbezirk Prohlis ohne die statistischen Stadtteile Leubnitz-Neuostra, Strehlen und Reick sowie die Ortschaft Schönfeld-Weißig. Bei der letzten Landtagswahl (im Jahr 2009) waren 74.803 Einwohner wahlberechtigt.

## Wahl 2009
| Amtliches Endergebnis der Landtagswahl am 30. August 2009 in Sachsen im Wahlkreis 048 Dresden 6 (Ergebnisse in Prozent) |

| Direktkandidat       | Partei          | Erststimmen in % | Zweitstimmen in % |
| -------------------- | --------------- | ---------------- | ----------------- |
| Christian Piwarz     | CDU             | 38,0             | 41,8              |
| Hans-Jürgen Muskulus | Die Linke       | 16,3             | 16,6              |
| Peter Lames          | SPD             | 14,4             | 9,5               |
| Hartmut Krien        | NPD             | 4,8              | 4,8               |
| Jens Genschmar       | FDP             | 12,9             | 11,2              |
| Achim Wesjohann      | GRÜNE           | 8,7              | 9,8               |
| -                    | Tierschutz      | -                | 1,5               |
| -                    | PBC             | -                | 0,2               |
| Birgitta Gründler    | BüSo            | 1,4              | 0,5               |
| -                    | DSU             | -                | 0,1               |
| -                    | REP             | -                | 0,1               |
| Raik Fischer         | Freie Sachsen   | 3,4              | 1,6               |
| -                    | FP Deutschlands | -                | 0,0               |
| -                    | Humanwirtschaft | -                | 0,1               |
| -                    | Piraten         | -                | 2,1               |
| -                    | SVP             | -                | 0,1               |

## Wahl 2004
Die Landtagswahl 2004 hatte folgendes Ergebnis:
| Direktkandidat   | Partei     | Erststimmen in % | Zweitstimmen in % |
| ---------------- | ---------- | ---------------- | ----------------- |
| Erich Iltgen     | CDU        | 44,6             | 43,4              |
| André Schollbach | PDS        | 22,4             | 21,0              |
| Werner Krause    | SPD        | 8,1              | 8,2               |
| Stephan Kühn     | GRÜNE      | 9,0              | 8,8               |
| Eberhard Günther | NPD        | 6,8              | 6,8               |
| Peggy Bellmann   | FDP        | 7,5              | 6,8               |
| -                | DSU        | -                | 0,3               |
| -                | PBC        | -                | 0,4               |
| -                | GRAUE      | -                | 1,4               |
| Toni Kästner     | BüSo       | 1,7              | 0,7               |
| -                | AUFBRUCH   | -                | 0,4               |
| -                | DGG        | -                | 0,3               |
| -                | Tierschutz | -                | 1,5               |